# São Vicente e Granadinas nos Jogos Pan-Americanos de 2003
São Vicente e Granadinas nos Jogos Pan-Americanos de 2003 estiveram presentesg pela 4ª vez como uma nação independente, porém seus atletas não conquistaram nenhuma medalha.